# Vredeburg
Vredeburg est un hameau de la commune néerlandaise de Haarlemmermeer, dans la province de la Hollande-Septentrionale. Il est situé dans le sud-est du polder, sur le Ringvaart, entre Huigsloot et Weteringbrug.